# Nigella
Nigella és un gènere de plantes amb flors. Consta de 14 a 20 espècies de plantes anuals de la família Ranunculàcia. Són originàries del sud d'Europa, Nord d'Àfrica i sud-oest d'Àsia. Les espècies fan de 20-90 cm d'alt, amb les fulles finament dividides. Les flors són blanques, grogues, rosades, blau pàl·lid o blau porpra, tenen de 5 a 10 pètals. El fruit és una càpsula composta de diversos fol·licles cadascun amb nombroses llavors. Les llavors de N. sativa, coneguda com a kalonji o comí negre es fan servir com a espècia en la cuina de l'Índia i del Pròxim Orient. Nigella damascena ha crescut en els jardins anglesos des del temps de la reina Elisabeth I, Nigella hispanica també s'utilitza per les seves grans flors blaves, estams vermells i fulles grises.

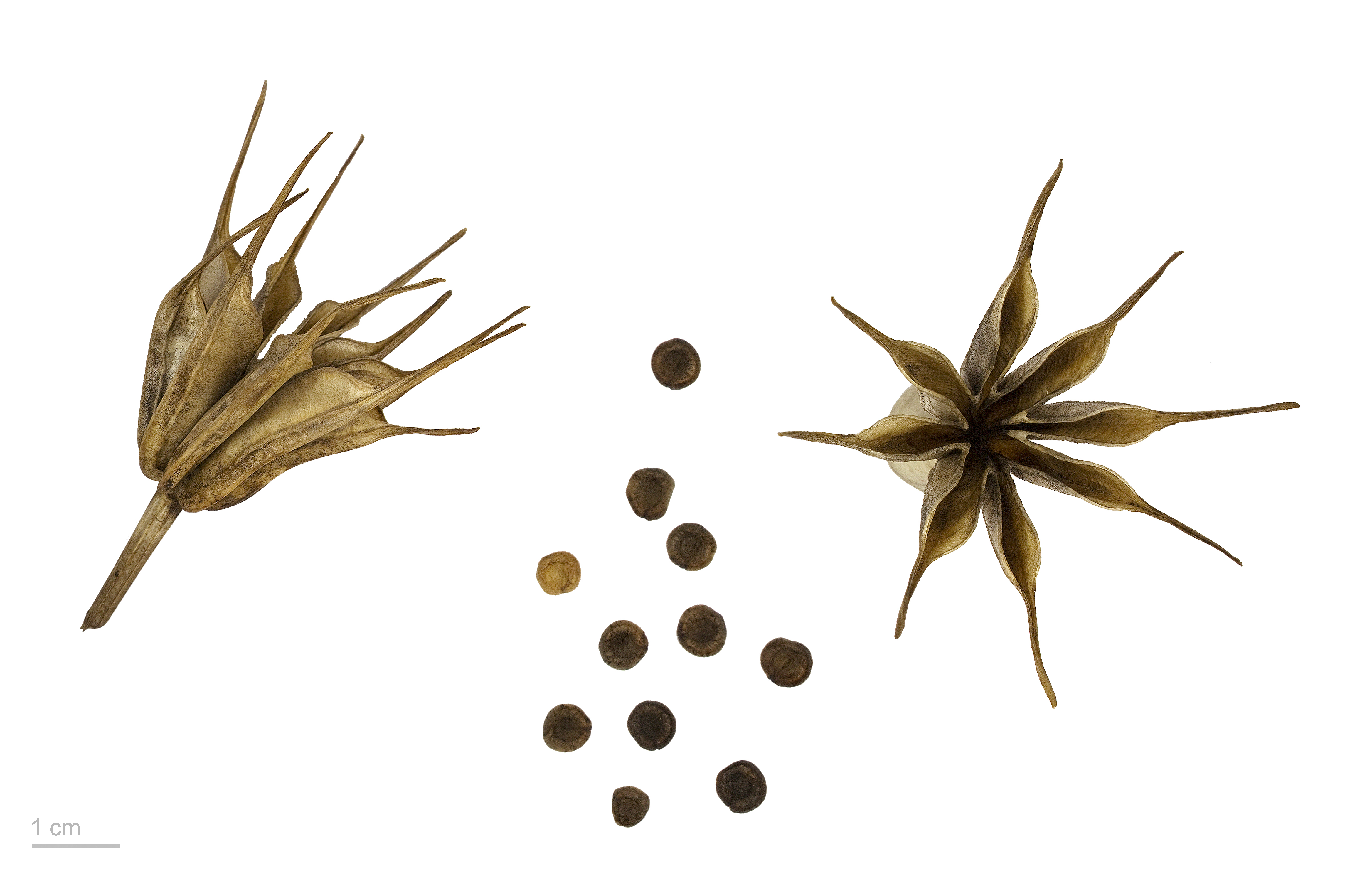
Nigella orientalis